# Conseil législatif de Ceylan
Conseil d'État
Le Conseil législatif de Ceylan est une législature unicamérale représentant la colonie de Ceylan (maintenant Sri Lanka) et établie en 1833. À la suite des revendications des Ceylanais est mise en place la commission Donoughmore (en) qui remplace le Conseil législatif par le Conseil d'État avec des membres élus au suffrage universel en 1931.

## Histoire

### Débuts
En 1833, la commission Colebrooke–Cameron (en) créer le Conseil législatif qui représente le premier organe de représentation gouvernement pour le Ceylan britannique. Initialement composé de 16 membres, soit le gouverneur, cinq membres nommés au Conseil exécutif (en) (le Secrétaire en chef (en), le Procureur général (en), l'Auditeur général, le Trésorier et le Officier général commandant (en)), quatre autres représentants gouvernementaux (incluant les Agent gouvernemental (en) des provinces de l'Ouest et du Centre), ainsi que six membres non officiels (trois Européens, un Cingalais, un Tamoul et un Burgher. Les membres non officiels du conseil ne pouvaient présenter de projet de loi et leur rôle se limitait à la participation aux discussions. L'établissement de ce conseil représente le premier pas donnant une administration à la colonie. Cependant en 1860, le membres du Conseil législatif reçoivent le droit de présenter des projets de loi qui n'impliquaient pas les questions financières,.
En 1889, le nombre de nominations non officielles est augmenté à huit (trois Européens, un Cinghalais du Low Country, un Cinghalais kandyan, un Tamoul, un Musulman et un Burgher).

### Réformes McCallum
Le conseil législatif est réformé par la McCallum Reforms en 1910. La composition du conseil augmente de 18 à 21, avec 11 officiels et 10 non-officiels. Parmi les membres non officiels, six sont nommés par le gouverneur (deux du Low Country cinghalais, deux Tamouls, un Kandyan et un musulman) et le reste est élus (deux Européens, une Burgher et un Ceylanais éduqué).
Le fait le plus notable de la réforme McCallum est l'introduction de membres élus. Malgré cette percée démocratique, seul 3 000 personnes sont habiletés à pouvoir voter en raison des critères d'obtention du droit de vote basés sur l'éducation et les possessions financières. L'un des membres non officiels élus était Ponnambalam Ramanathan. Le comité des Finances est aussi créé afin de contrôler les revenues. Dans ce comité siège le Secrétaire colonial, le Trésorier provincial, le Contrôleur des revenues, ainsi que les membres non-officiels. Ces changements ne satisfont pas les Ceylanais qui maintiennent le mouvement pour des réformes constitutionnelles.

### Première réforme Manning
D'autres réformes surviennent dont celle nommées First Manning Reforms en 1920. Le nombre de membre du conseil augmente de 21 à 37 avec 14 membres officiels et 23 non-officiels. Parmi les membres non-officiels, quatre étaient nommés par le gouverneur (deux Kandyans cinghalais, un musulman et un Indiens tamouls). Les 19 autres membres sont élus (onze sur une bases territoriales, cinq Européens, deux Burghers et un de la Chambre de commerce),.
Un changement notable de cette réforme est l'établissement de circonscriptions territoriales. Les onze circonscriptions qui en résultent, trois sont dans la Province de l'Ouest et les autres dans chacune des autres provinces de l'île. Trois membres non-officiels sont élus au Conseil exécutif. Malgré ces réformes, les Ceylanais demeurent insatisfaits.

### Seconde réforme Manning
La Second Manning Reforms hausse le nombre de représentants du conseil de 37 à 49, dont 12 sont officiels et 37 non-officiels. Parmi les membres non-officiels, huit sont nommés par le gouverneur (trois Musulmans, deux Indiens tamouls et trois autres) et les restes de 29 autres sont élus (23 sur une base territoriale, trois européens, deux Burghers, un Tamoul ceylanais des Provinces de l'Ouest). Les 23 circonscriptions territoriales sont réparties de la façon suivante:
- Province du Centre (2)
- Province de l'Est (2)
- Province du Nord (5)
- Province du Centre-Nord (1)
- Province du Nord-Ouest (2)
- Province de Sabaragamuwa (2)
- Province du Sud (3)
- Province d'Uva (1)
- Province de l'Ouest (5)

Le gouverneur se trouvait à la tête du Conseil législatif, mais la nouvelle réforme créer le poste de Président du Conseil législatif, initialement tenu par le gouverneur, et de Vice-président du Conseil législatif qui est élu en la personne de James Peiris. Quatre membres non-officiels sont également nommés au Conseil exécutif.

### Remplacement
Malgré ces réformes, plusieurs lacunes subsistes et est mise en place la commission Donoughmore. La commission, représentée par Richard Hely-Hutchison, débute ses travaux en 1927. Parmi les recommandations qui en ressort, l’une vise à permettre à  Ceylan d’acquérir un gouvernement responsable limité et remplace le Conseil législatif par le Conseil d'État de Ceylan en 1931,,.

## Membres du Conseil législatif

### Président
Le président du Conseil est le Gouverneur du Ceylan britannique.

### Membres officiels
Les membres officiels comprenaient des titulaires de charges permanentes ou intérimaires :
- Secrétaire en chef de Ceylan (en)
- Officier général commandant de Ceylan (en)
- Procureur général de Ceylan (en)
- Auditeur général de Ceylan
- Secrétaire financier de Ceylan (en)
- Agent gouvernemental (en) de la Province de l'Ouest
- Agent gouvernemental de la Province du centre
- Maître des postes de Ceylan (en)
- Collecteur principal de Ceylan (en) (douane)

### Membres non-officiels
| - J. G. Hillebrand, nommé (1833-1843) - John Frederick Giffening, nommé (1843-1851) - Sir Richard Morgan, nommé (1851-1856) - Charles Ambrose Lorensz, nommé (1856-1864) - James Adrianus Martensz, nommé (1865-1872) - Charles Ferdinands, nommé (1873-1875) - James Arthur Van Langenberg Sr., nommé (1876-1886) - Peter Daniel Anthonisz, nommé (1886-1894) - Henry Lorensz Wendt, nommé (1895–1900) - Frederick Charles Loos, nommé (1900-1911) - William Gregory van Dort, nommé (1911) - James Van Langenberg Jr., nommé (1911) - Hector William van Cuylenburg, élu (1911-1915) - Charles Van der Waal, élu (1916) - Allen Drieberg, élu - Arthur Alvis, élu (1912) - N. J. Martin, élu (1921-) - Herman Loos, élu (1924) - C. E. De Vos, élu (1924) - George Alfred Henry Wille, élu (1924-1931) - V. R. S. Schokman, élu (1931-?) - J. R. Weinman - Henry de Mel, élu (1921-) - George Ackland (1846-?) - George Wall (en) (1858–64) - Reginald Beauchamp Downall (en) (1876–88) - Stewart Walter Loudoun-Shand (en) (1882, 1884) - Giles F. Walker (1894–97) - J. N. Campbell - Edward Rosling (en) (1902– 1913) - William Duff Gibbon (en) (1907-?) - Thomas North Christie - Sir Ponnambalam Ramanathan, élu (1911–21) - Sir James Peiris, élu (1921–24) - Giles F. Walker (1898 - 1902) - Thomas Lister Villiers (en) (1924 - 1931) - K. Natesa Iyer (en), élu (1924-) - I. X. Pereira (en), élu (1924–31) - Tikiri Bandara Panabokke I (en) (1889-1892) - Theodore Barcroft L. Moonemalle (en) (1906-) - William Ellawala (en), (1892-1897) - Tikiri Bandara Panabokke II (en) (1921-1931) - J. H. Meedeniya (en) Adigar (1921-1931) - Solomon Christoffel Obeyesekere, nommé (1889–1916) - Alfred Joseph Richard de Soysa (en), nommé (1911-) | - Muhammad Cassim Abdul Rahman, nommé (1889) - Wapchie Marikar Abdul Rahman (en), nommé (1900-1915) - Noordin Hadjiar Mohamed Abdul Cader, nommé (1917-1923), élu (1924-1931) - Tuan Burhanudeen Jayah (en), élu (1924-1930) - Mohamed Macan Markar (en), élu (1924-1931) - J. G. Philipsz Panditaratne (en), nommé (1833-) - J. C. Dias Bandaranaike (en), nommé (-1861) - Harry Dias Bandaranaike (en) nommé (1861-) - James Dehigama, nommé - James De Alwis (en), nommé (1864-) - James Peter Obeyesekere I (en), nommé ( -1880) - Albert L. De Alwis Seneviratne, nommé (1881-1899), - Solomon Christoffel Obeyesekere, nommé (1899-1916) - A. Coomaraswamy (en), nommé (1833–36) - Simon Casie Chetty (en), nommé (1838–45) - V. Edirmannasingham (en), nommé (1846–61) - Muthu Coomaraswamy (en), nommé (1862–79) - Ponnambalam Ramanathan, nommé (1879–92) - P. Coomaraswamy (en), nommé (1892–98) - W. G. Rockwood (en), nommé (1898-06), - A. Kanagasabai (en), nommé (1906–19), - W. E. Boteju (en), Sabaragamuwa (1921-) - A. Canagaratnam (en), Nord-Sud (1924-) - Charles Edgar Corea (en), Nord-Oest (1921-1924) - Victor Corea (en), Ouest, Colombo (1924-) - W. A. de Silva (en) (1931-) - Waithilingam Duraiswamy (en), Nord (1921-); Nord-Ouest (1924-) - C. H. Z. Fernando (en), Nord-Ouest (1924-), - Marcus Fernando (en), Ouest, Colombo (1921-) - H. R. Freeman (en), Centre-Nord (1924-1930) - C. W. W. Kannangara (en), Sud-Ouest (1924-) - Henry Kotelawala (en), Uva (1921-) - John Kotelawala - S. D. Krisnaratne, Centre-Nord (1921-1924) - Arunachalam Mahadeva (en), Ouest, Tamoul ceylanais (1924-) - Forester Augustus Obeysekera (en), Centre-Sud (1924-) - Tikiri Bandara Panabokke (en), Adigar - E. W. Perera, Ouest, Division B (1921-), Ouest, Kalutara (1924-) - W. M. Rajapaksa (en), Ouest, Division A (1921-) - S. Rajaratnam (en), Centre-Nord (1924-) - Ponnambalam Ramanathan, Nord (1924–30) - T. M. Sabaratnam (en), Nord-Est (1924-) - Fredrick Richard Senanayake (en) - Don Stephen Senanayake, Ouest, Negombo (1924-) - M. M. Subramaniam (en), Est, Trincomalee (1924-) - E. R. Tambimuthu (en), Est (1921-); Est, Batticaloa (1924-) - O. C. Tillekeratne (en), Sud (1921-1923) - A. C. G. Wijekoon (en), Centre (1921-) - V. S. de S. Wikramanayake (en), Sud-Est (1924-) |

## Bâtiment
Le lieu de rencontre du conseil législatif est le Legislative Council building situé dans le désormais quartier des affaires et des finances de Colombo Fort (en) à Colombo. Le lieu a abrité le Sénat de Ceylan (en) de 1947 à 1941 et est maintenant nommé Republic Building (en) après l'adoption de la constitution républicaine en 1972. L'édifice héberge le Ministère des Affaires étrangères.